# Laguna de Tacarigua
La laguna de Tacarigua es una laguna costera ubicada en el Estado Miranda, en la región centro norte de Venezuela, entre los 10°11'30" y 10°20'20" de latitud norte y entre los 65°41'10" y 65°57'20" de longitud oeste. La laguna posee un área de 7.800 ha y 1,2 m de profundidad promedio, separada del mar por una restinga, barra litoral o istmo de 28,8 km de largo y 300-1000 m de ancho, el cual se formó por la acción de la corriente marítima que recorre dicho litoral en dirección este-oeste.
El 13 de febrero de 1974 durante el gobierno del presidente Carlos Andrés Pérez se emite el decreto n.º 1.607 Gaceta Oficial n.º 30.307 del 22 de febrero de 1974 por el cual la Laguna de Tacarigua y 39.100 ha en las inmediaciones de la laguna pasan a conformar el parque nacional Laguna de Tacarigua
En torno a la laguna hay numerosas zonas balnearias y con facilidades de acceso de todo tipo, entre las que destacan los servicios de lanchas o peñeros, que realizan excursiones hasta el interior de La Laguna. La laguna es punto frecuente de observadores de aves y fauna en general así como de deportistas de kayak aunque por lo general se requiere que cada aficionado traiga su propio chaleco salvavidas, remos.

## Toponimia
El nombre de Tacarigua deriva de la voz indígena de la etnia Caribe los cuales habitaban la región y la cual significa "madera liviana" la misma correspondía al nombre del árbol de Balso

## Origen geológico
La laguna de Tacarigua presenta un origen geológico relativamente reciente. La zona ocupada por el parque se encuentra dentro de la depresión de Barlovento, la cual es una planicie aluvial de gran extensión que se ha venido formando con los depósitos provenientes de la Cordillera de la Costa principalmente el aporte de ríos como: el río Chuspa, río Curiepe, río Capaya, río Caucagua, río Tuy y río Guapo los cuales se han depositado en la región en los últimos dos a cuatro millones de años. La barra costera que separa a la laguna del mar se originó durante la trasgresión Flamenca del Mar Caribe en el Holoceno, aún hoy continúa el proceso de depósito de arenas que la cubren. La laguna de Tacarigua forma parte de un complejo de lagunas costeras que incluye también la laguna de Unare y la laguna de Píritu

## Clima
El clima en el área de la laguna es cálido y húmedo presentando una temperatura media anual alrededor de los 26 °C (entre 24,8 y 27,5 °C), la precipitación media anual alcanza 1000 mm. La estación lluviosa se produce el periodo comprendido entre los meses de junio a diciembre tiempo en el cual se produce el 85 % de la precipitación anual. La máxima pluviosidad se registrado para el mes noviembre (169,5 mm) y la mínima se señala para el mes marzo (14,3 mm). Por la ubicación y orientación de su zona costera (285º), la laguna y el área del parque se encuentra fuertemente influenciado por los vientos alisios del noreste

## Aspectos hidrográficos de la laguna
Entre los afluentes que nutren de agua dulce de la Laguna de Tacarigua se halla en la actualidad el río Guapo, aunque también realizan su aporte otros afluentes como los caños Pirital, San Nicolás, San Ignacio y la quebrada Chaguaramal. En su sector nor-occidental la laguna se comunica con el mar a través de una boca 10°15′53″N 65°49′16″O / 10.26472, -65.82111. durante las épocas de fuerte sequía en la cuenca del río Guapo, la disminución en la entrada de agua dulce y la acumulación de sedimentos originan la obturación de la boca, y en consecuencia el incremento de la salinidad de las aguas de la laguna

## Flora

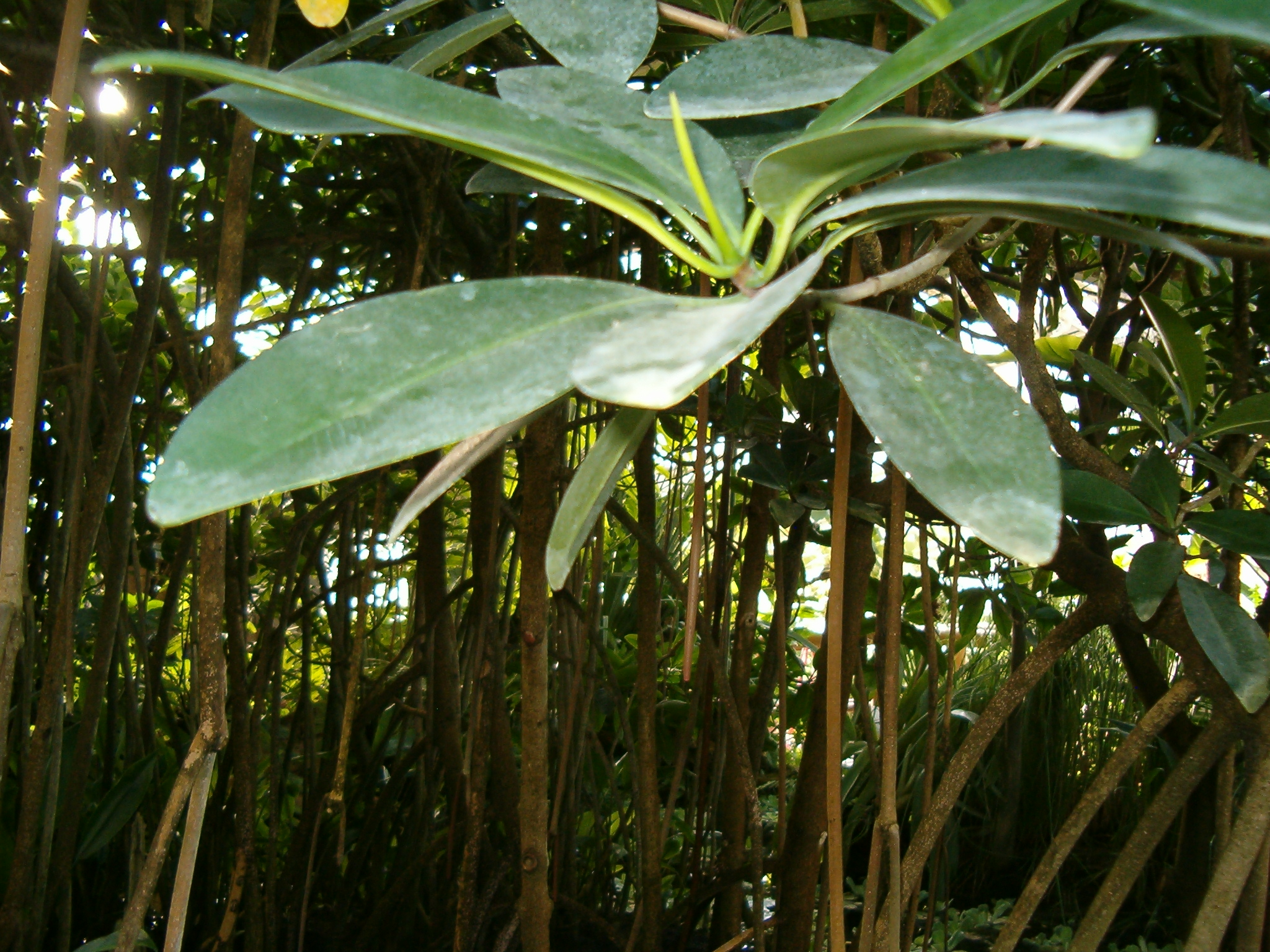
Mangle rojo

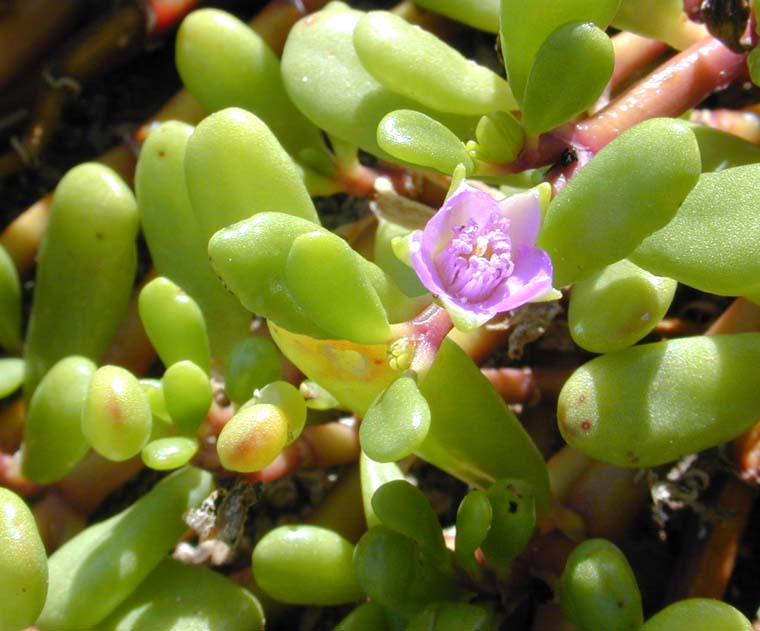
Hierba de vidrio

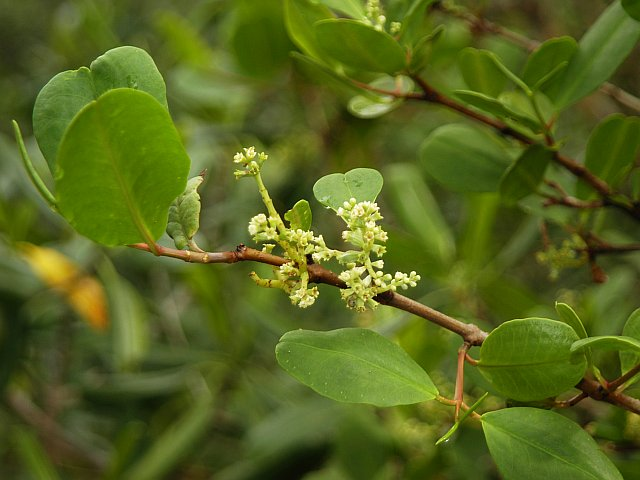
Mangle blanco

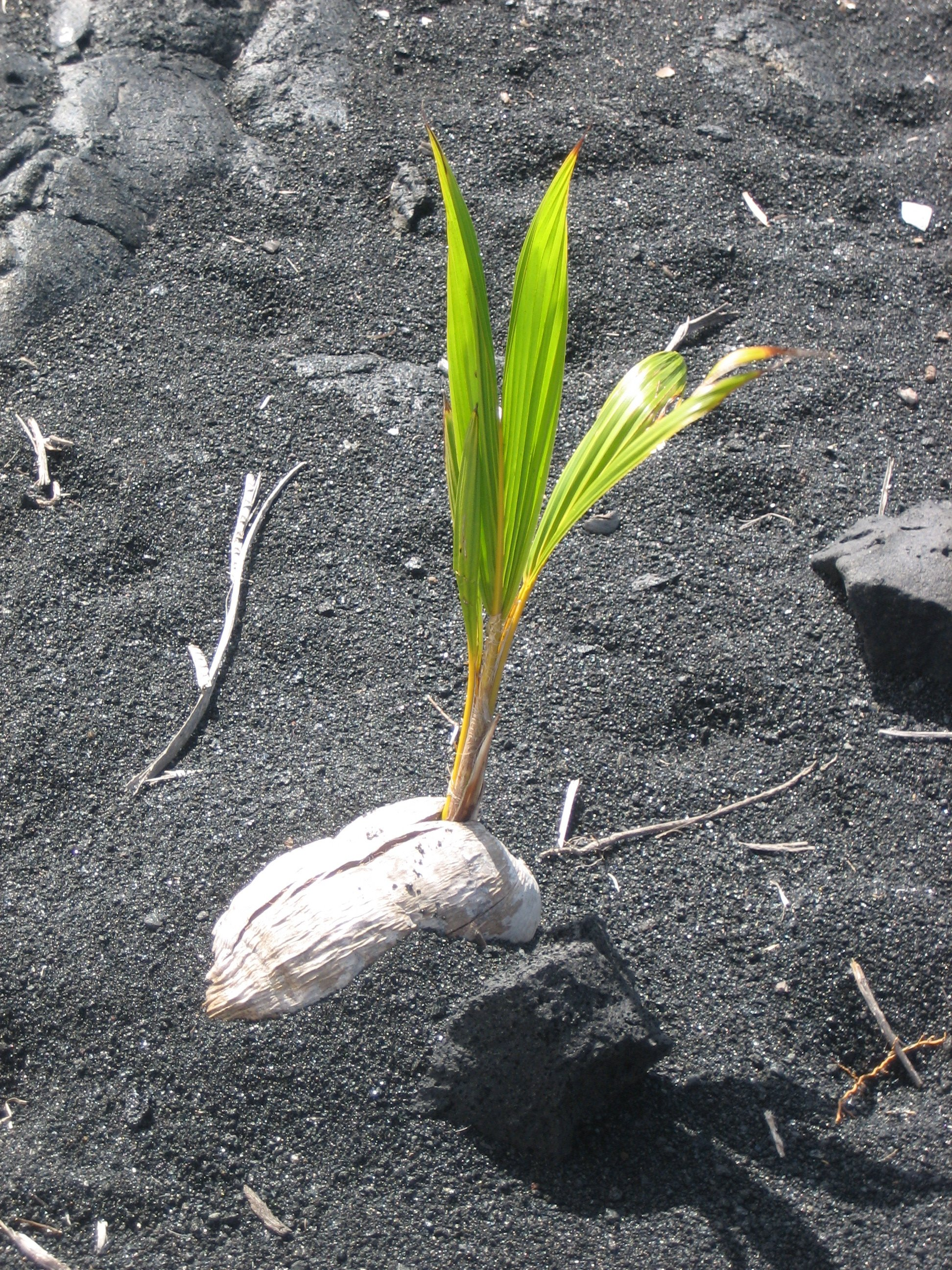
Cocoteros)

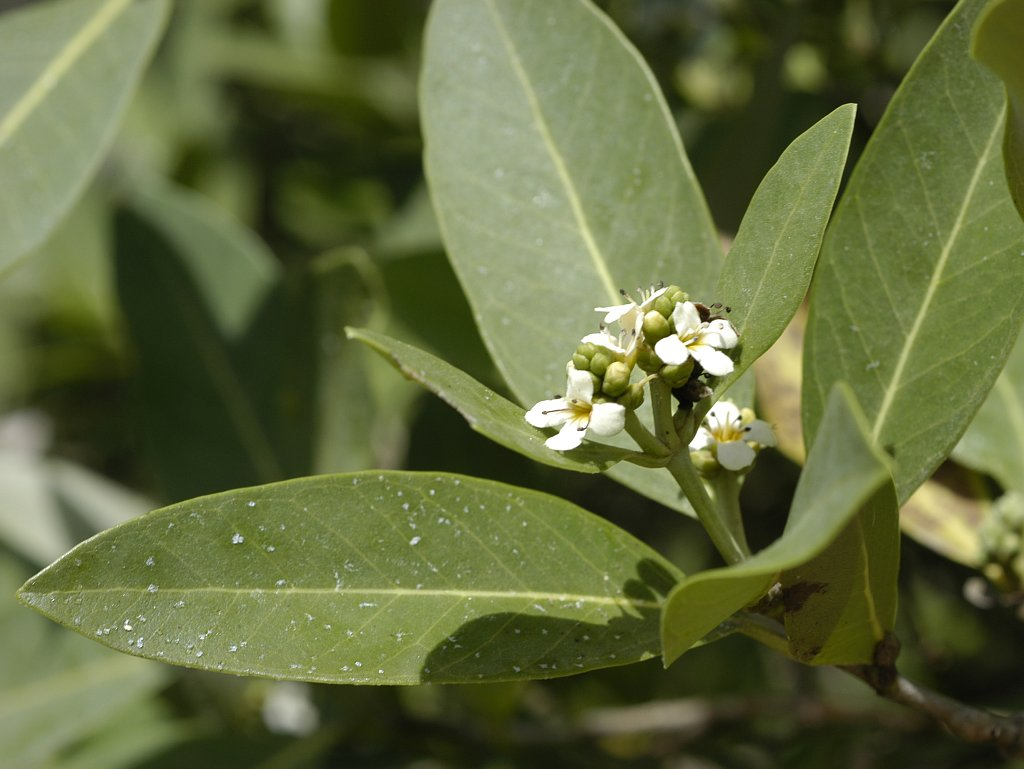
Mangle negro

La vegetación está representada por formaciones halófilas de manglares, áreas de sabana cubiertas de gramíneas y plantas arbustivas, así como por formaciones arbustivas bajas, típicas de las playas, y dunas, la laguna de Tacarigua se le ha señalado como la región estuarina más productiva en la costa venezolana
Los manglares constituyen la vegetación dominante y están distribuidos en casi todo el borde de la laguna como es común en otras zonas litorales, lagunas costeras de Venezuela También crecen en el interior de la misma, constituyendo islotes de considerable extensión. Para la Laguna de Tacarigua de suelen citar cuatro especies de manglar de las siete especies señaladas para Venezuela esta especies de mangle son: Mangle rojo (Rhizophora mangle) se le suela hallar en los bordes de la laguna y es la especie dominante, cubriendo hasta el 70 % del bosque de manglares Mangle negro (Avicennia germinans) crece en los suelos más consolidados y menos anegados, Mangle blanco (Laguncularia racemosa) se le suele localizar en todo tipo de terreno y Mangle amarillo o Mangle botón (Conocarpus erectus) que crece en las zonas más arenosas
Así como las especies de mangle mencionadas en la laguna se halla otras plantas de adaptada a estos ambientes de salobridad como son las siguientes especies costeras: el saladillo (Sporobolus virginicus),  el bicho (Philoxerus vermicularis), la sosa (Sarcocornia fruticosa), Sesuvium (Sesuvium portulacastrum) y hierba de vidrio (Batis maritima)), la uva de playa (Coccoloba uvifera); especies arbóreas como (el cremón (Thespesia populnea)) y gran cantidad de cocoteros (Cocos nucifera)

## Fauna

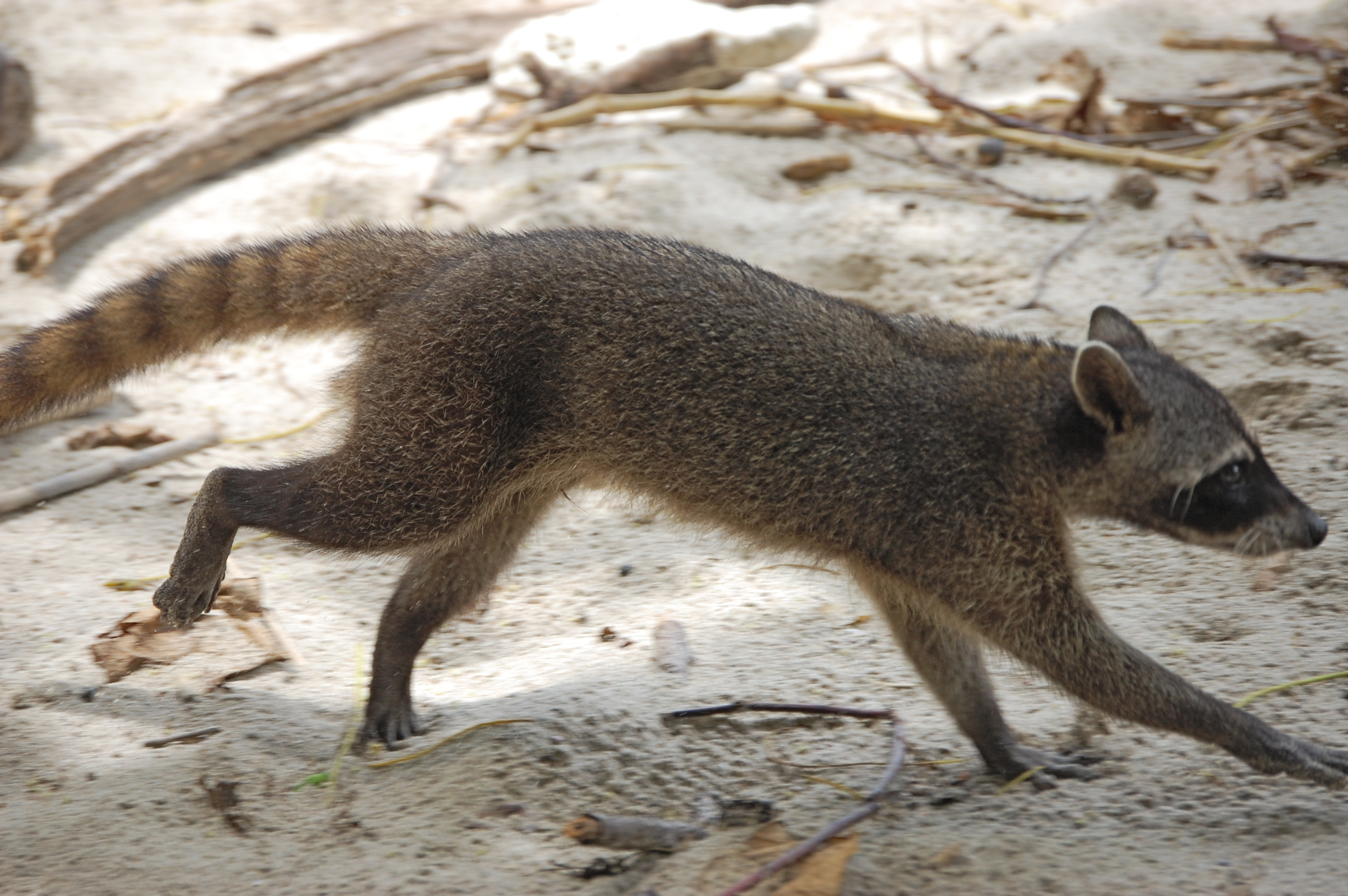
Zorro cangrejero

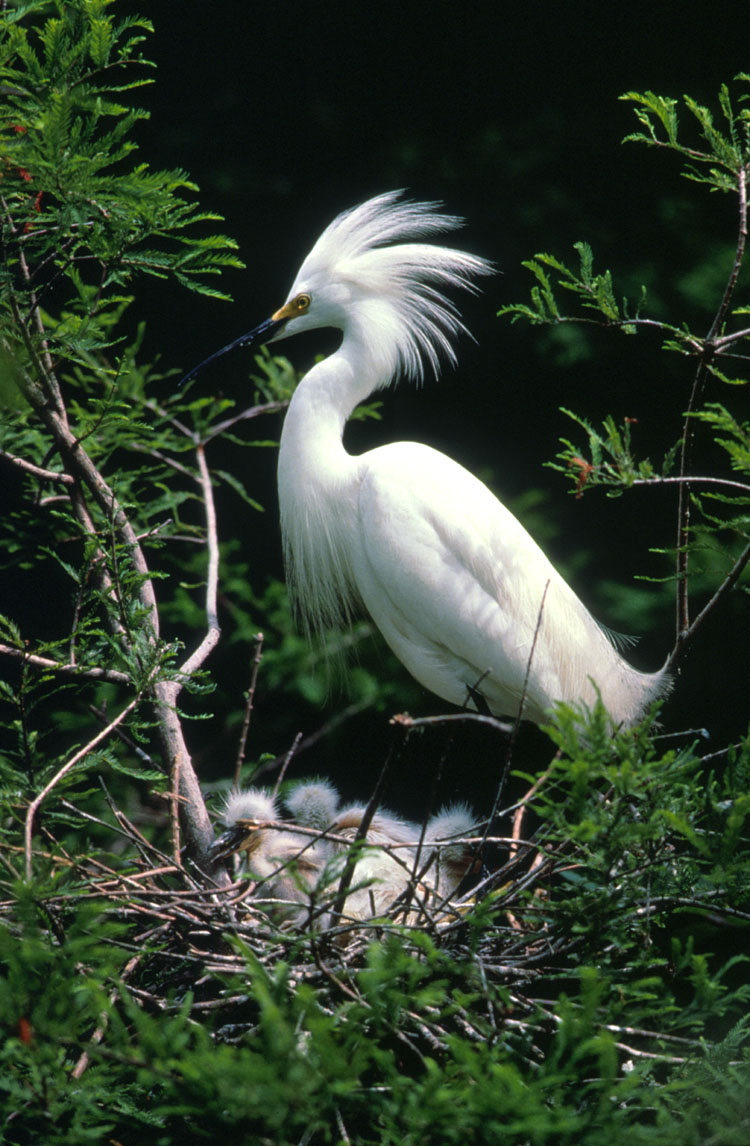
Garcita chusmita

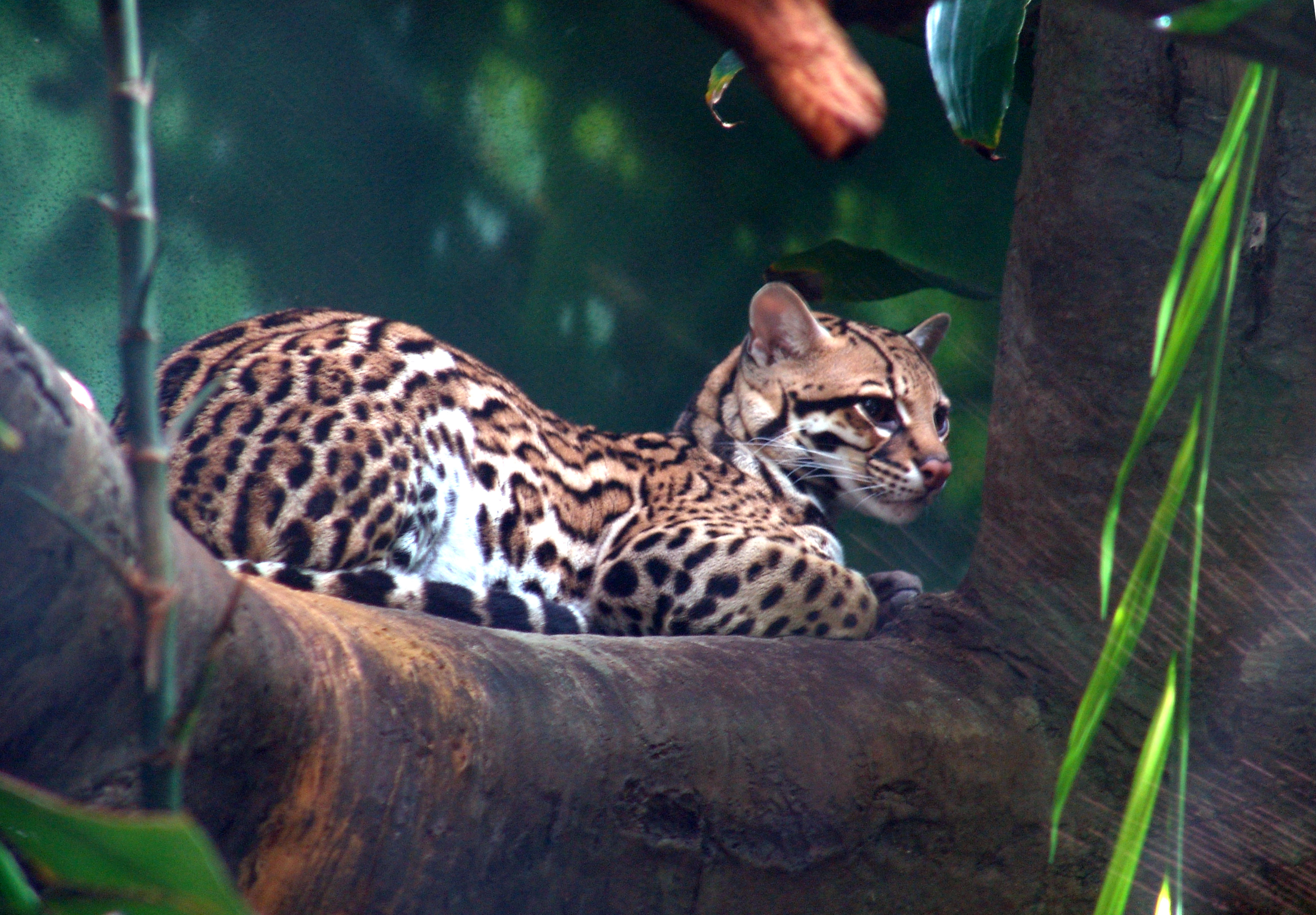
Cunaguaro

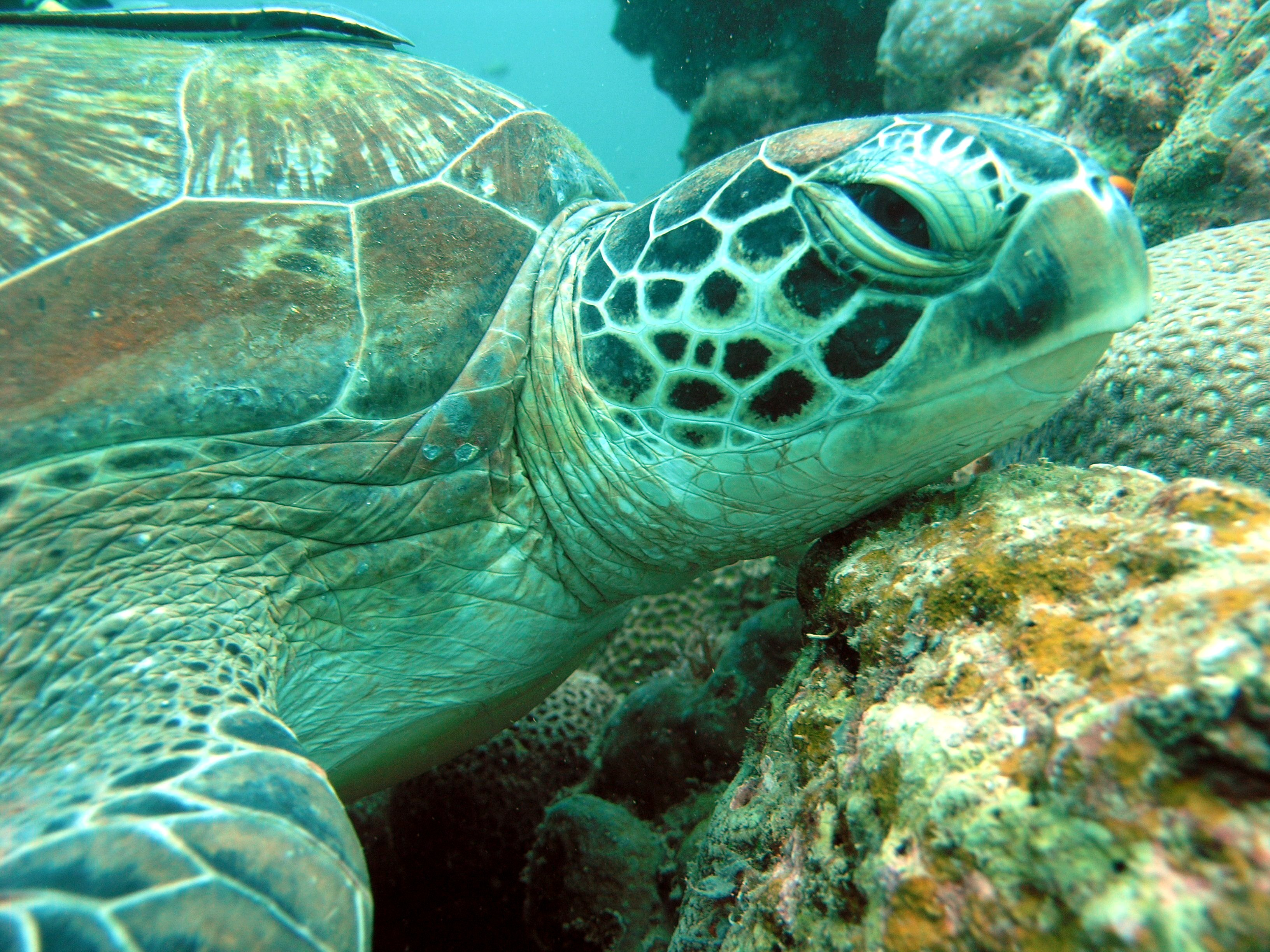
Tortuga verde, tortuga blanca o cahuama

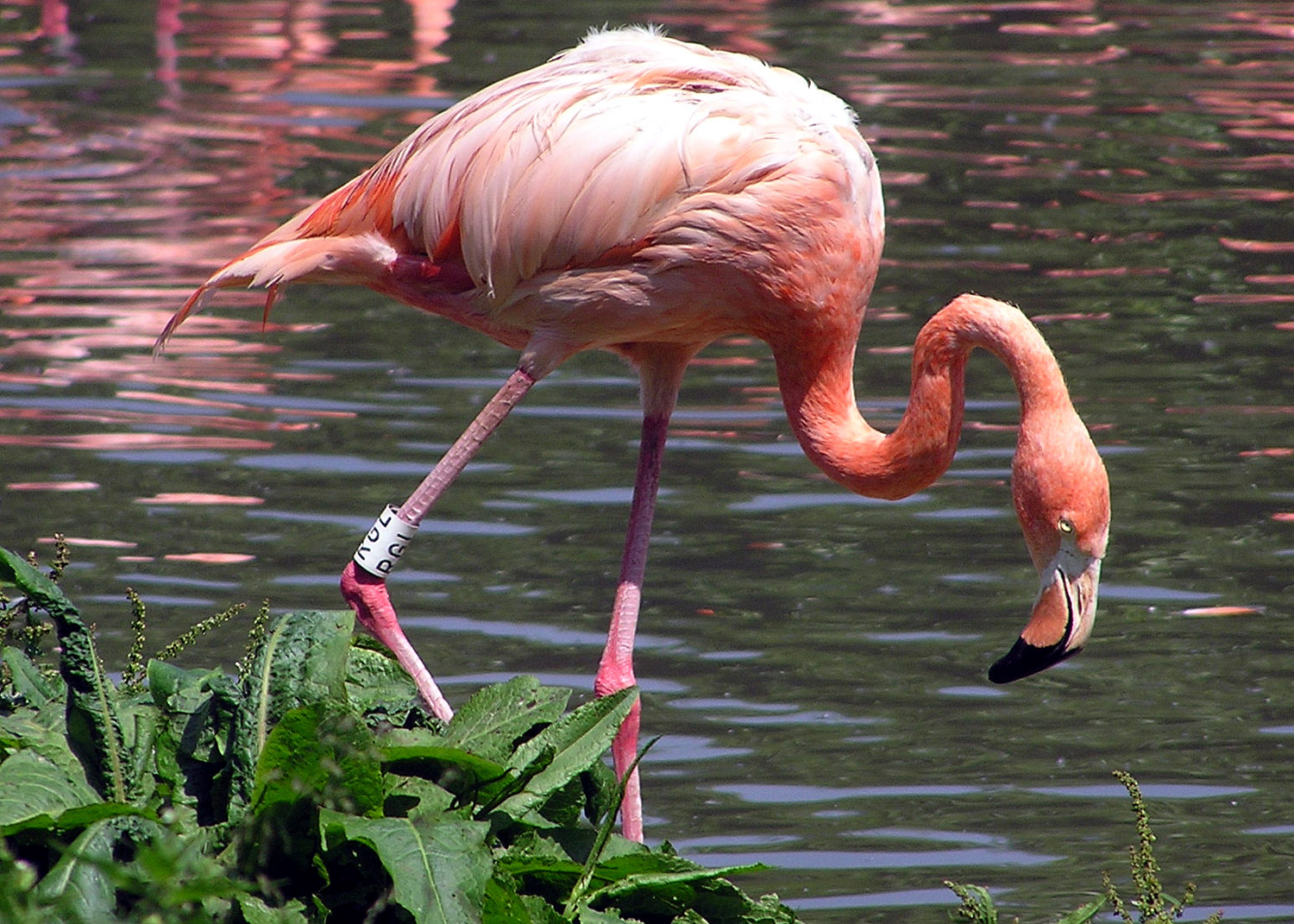
Flamencos

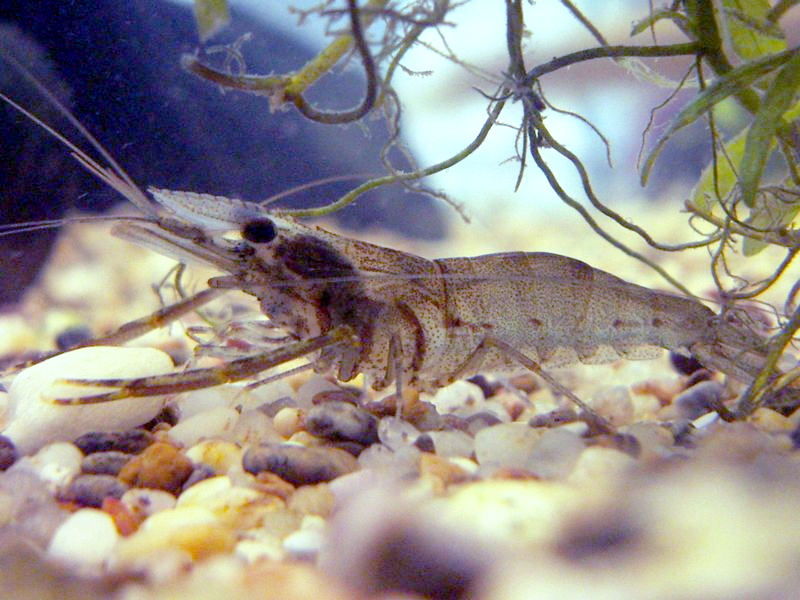
Camarón de género Macrobrachium

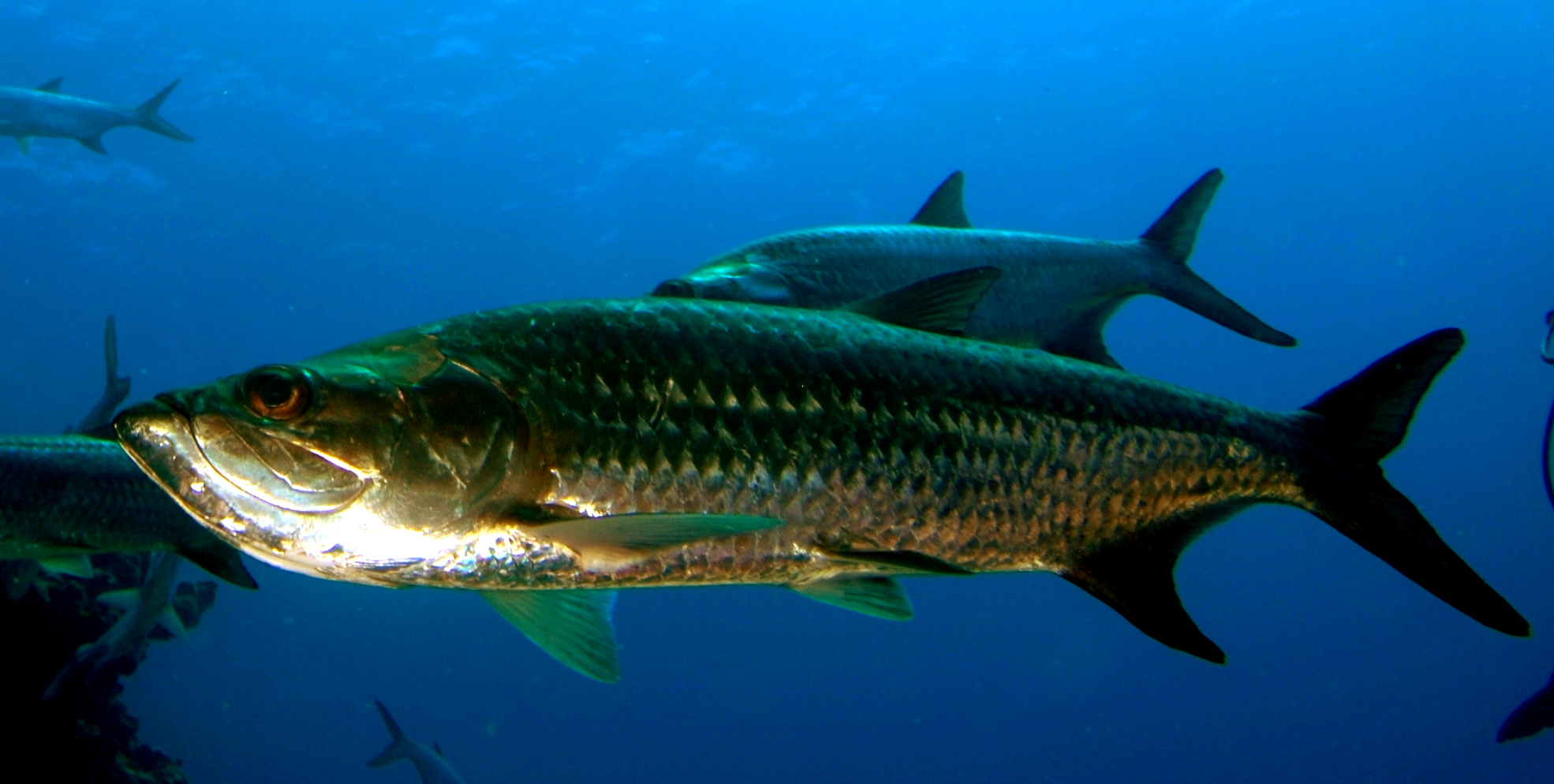
Sábalo

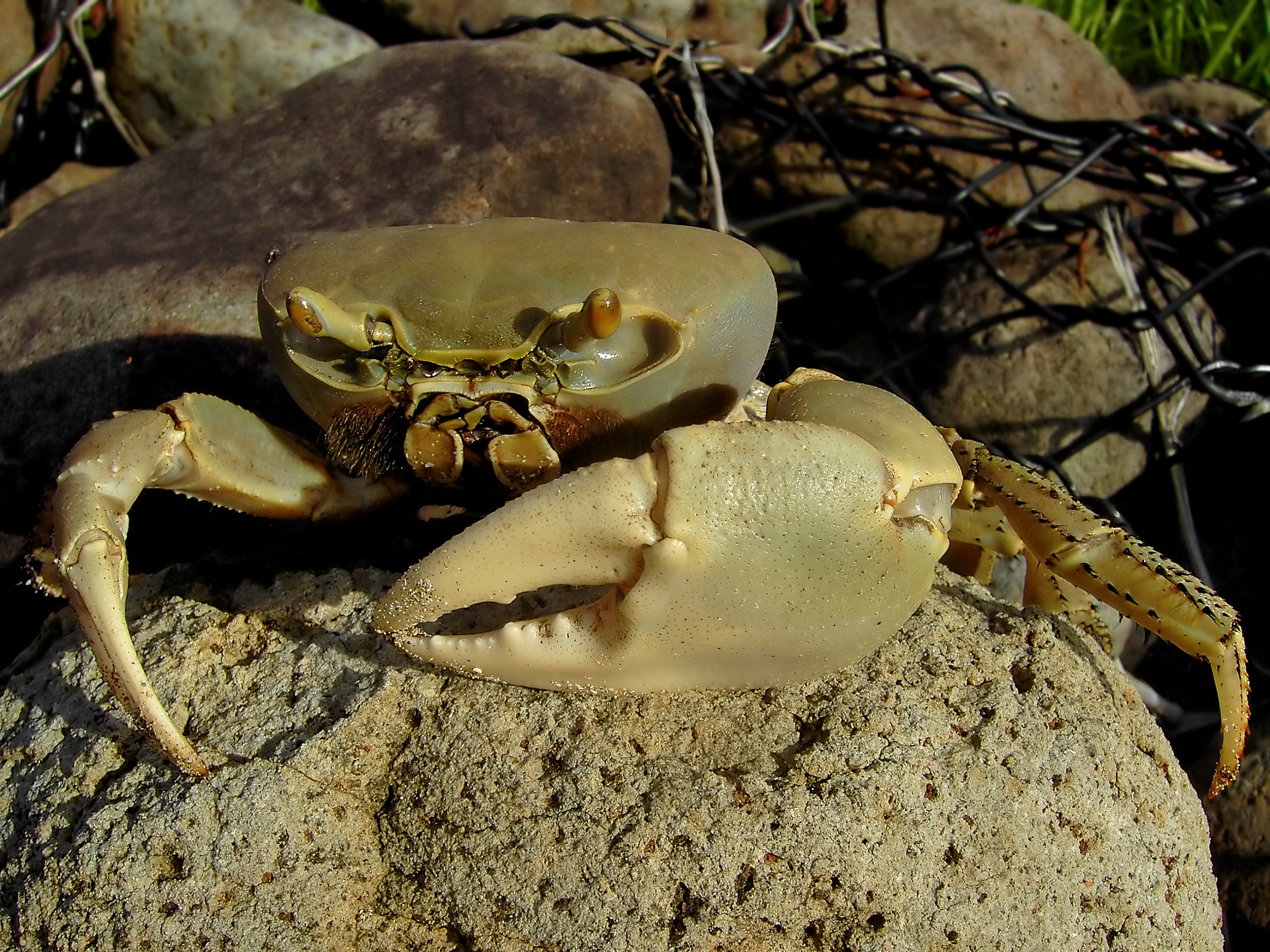
Cangrejo azul (Cardisoma guanhumi)

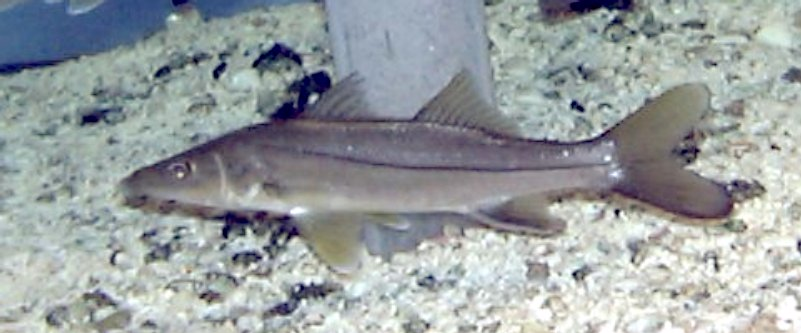
róbalo

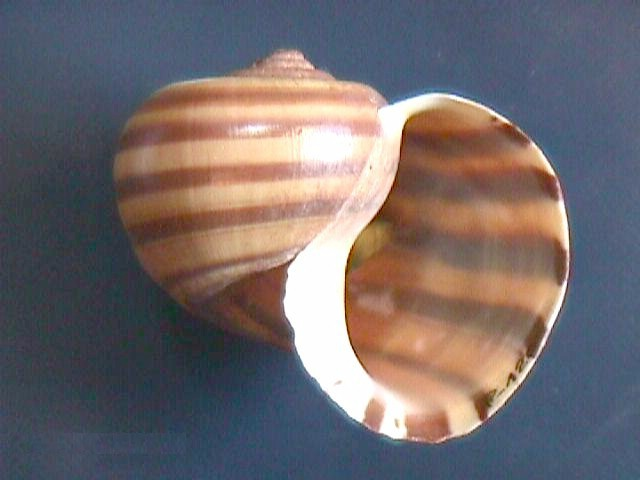
Guarura

Se pueden observar más de 22 especies de mamíferos entre ellos el venado matacán, el murciélago pescador la, perezas, el zorro cangrejero los monos capuchinos y araguatos, el roedor más grande del mundo, el chigüire  y el cunaguaro  y el perro de monte. 
Las aves suponen el principal componente de fauna de la Laguna de Tacarigua en la actualidad se han registrado unas 227 especies  Entre las que destacan las Tijereta de mar, pelícano, cotúa, flamencos, garza blancas ycorocoras, gaviota y playeros. También existen pájaros como el de la sabana arbustiva, el sangre de toro apagado, el chitiro de chaparral, el cristofué, la reinita, el tordito, el gonzalito, el tordo maicero y el chocolatero
La fauna herpetológica de la laguna está constituida por unas 15 especies de reptile y anfibios
En el área de la laguna ha sido señalada como zona anidación de cuatro especies de tortugas marinas: Chelonia mydas, Caretta caretta, Dermochelys coriacea y Eretmochelys imbricata así como el refugio más importante de las poblaciones del caimán de la costa
La Laguna de Tacarigua es un criadero natural de peces de muchas especies que requieren de aguas salobres en algún momento de su ciclo de vida, en ella se han señalado 52 especies peces. Una variedad de peces, aprovechan el mangle como medio de protección para el desove y su larvas entre los habitantes ictiológicos naturales la laguna destacan lebranche, la lisa, el róbalo, la mojarra, el Lenguado
Entre los crustáceos se tienen especies de interés comercial como los son: los camarones de los géneros Penaeus (Penaeus schimitti y Penaeus brasiliensis) y  Macrobrachium (Macrobrachium amazonicum y Macrobrachium acanthurus)  así como los cangrejos jaibas (Callinectes sapidus y Callinectes bocaurti) y el cangrejo azul (Cardisoma guanhumi), así mismo se han señalado especies de los géneros de cangrejos Aratus (Cangrejo de manglar Aratus pisonii), Grapsus (Grapsus grapsus), Uca (Uca leptodactyla y Uca mordax),  Pagurus, Serarma y del género de camarón Potimirin (Potimirin glabra)
La fauna de moluscos está representada por un cierto número especies algunas de estas presentando interés comercial para consumo humano como son: los bivalvos Guacuco (Tivela mactroides) Chipichipi (Donax striatus y Donax variabilis) y los gastropodo, Corona (Melongena melongena) así como varias especies de Neritina (Neritina virginia, Neritina meleagris y Neritina piratita) las cuales suelen presentar interés en la acuariofilia la Guarura o Cuiba (Pomacea glauca) la cual es utilizada en la preparación de alimentos para animales y de amplia distribución en el país además de otras especies como: Torrecilla (Terebra cinerea), Papiro (Isognomon bicolor). Litorinas (Littorina nebulosa), y (Littorina angulifera) En el pasado existieron en la laguna poblaciones de los bivalvos ostra perla (Pinctada imbricata), la pepitona (Arca zebra) y la ostra de mangle (Crassostrea rhizophorae) las cuales se extinguieron de la laguna por sobrepesca

## Vías de acceso a la Laguna de Tacarigua
Se puede llegar a la Laguna de Tacarigua por la carretera Caracas – Río Chico - Tacarigua de la Laguna y por la carretera Barcelona - El Guapo. Sector Oriental por la carretera nacional vía El Guapo - Cúpira - Machurucuto.

### Video
- Youtube: Laguna de Tacarigua
- Youtube: Retorno de aves en la Laguna de Tacarigua

- Datos: Q5940808